# Lophostoma (Tiergattung)
Lophostoma ist eine Gattung von Fledermäusen in der Unterfamilie der Lanzennasen. Die sieben Arten kommen in Mittel- und Südamerika vor.

## Taxonomie
Bis in die früheren 2000er Jahre wurden die Vertreter dieser Gattung in die Gattung Tonatia eingeordnet. Verschieden Studien stellten fest, dass diese Gattung paraphyletisch ist, so dass eine Aufteilung erfolgte.

## Merkmale
Die Mitglieder der Gattung sind mit einer Unterarmlänge von 33 bis 56 mm und einer Schädellänge von 18 bis 31 mm mittelgroße Fledermäuse. Wie bei der Gattung Tonatia ist das Körperfell kurz. Abweichend besitzen die Arten auch im Gesicht kurze Haare und eine fast nackte Schnauze. Ein weiteres Kennzeichen ist der enge Postorbitale (ein Schädelknochen). Bei den Gattungsvertretern ist der Fersensporn (Calcar) länger als der Fuß und der Schwanz erreicht die Mitte der Schwanzflughaut. Die Zahnformel der Arten ist I 2/1, C 1/1, P 2/3, M 3/3, womit sich 32 Zähne im Gebiss befinden. Eingefangene Exemplare rollen ihre Ohren zusammen.

## Arten und Verbreitung
Die IUCN führt folgende Arten.
- Kleine Rundohrblattnase (Lophostoma brasiliense), südliches Mexiko bis zentrales Südamerika.
- Carriker-Rundohrblattnase (Lophostoma carrikeri), im Amazonasbecken.
- Davis-Rundohrblattnase (Lophostoma evotis), südliches Mexiko bis Honduras.
- Kalko-Rundohrblattnase (Lophostoma kalkoae), in Panama.
- Westliche Rundohrblattnase (Lophostoma occidentalis), nordwestliches Südamerika.
- Schulz-Rundohrblattnase (Lophostoma schulzi), Region Guyanas und nordöstliches Brasilien.
- Weißkehl-Rundohrblattnase (Lophostoma silvicolum), Honduras bis Paraguay.

## Gefährdung
Bis auf Lophostoma occidentalis und Lophostoma kalkoae, die in der Vorwarnliste bzw. mit unzureichenden Daten gelistet werden, zählen alle Arten als nicht gefährdet (least concern).